# オリエンタルコンサルタンツ
株式会社オリエンタルコンサルタンツは、東京都渋谷区本町に本社を置く大手建設コンサルタント会社。
2006年8月28日、グループ経営部分を分離し、株式移転により完全親会社株式会社ACKグループ（当時）を設立。オリエンタルコンサルタンツはその完全子会社となった。

## 沿革
- 1957年12月24日　東京都千代田区丸の内二丁目2番地丸ビル843区に設立。
- 1962年4月　本社を東京都渋谷区美竹町41番地に移転。
- 1984年7月　本社を東京都渋谷区渋谷一丁目16番14号に移転。
- 1998年5月　ISO 9001を全社認証取得。
- 1999年3月　ISO 14001を全社認証取得。
- 2000年9月　日本証券業協会に店頭上場（証券コード4782）。
- 2005年6月　本社を東京都渋谷区南平台町に移転。
- 2006年8月28日　株式移転により、完全親会社「株式会社ACKグループ（ジャスダック・証券コード2498）」を設立。
- 2008年8月 パシフィックコンサルタンツインターナショナルから海外コンサルタント事業を譲り受ける。

## グループ会社
- 株式会社オリエンタルコンサルタンツホールディングス - 完全親会社
- 株式会社オリエンタルコンサルタンツグローバル
- 株式会社アサノ大成基礎エンジニアリング
- 株式会社エイテック
- 株式会社リサーチアンドソリューション

## 子会社
- 株式会社中央設計技術研究所
- 株式会社ジェーエステック
- 株式会社オリエンタル群馬
- 株式会社トータルフリートサービス
- 株式会社フーディア
- 株式会社オリエンタルアグリ